# Buell Kazee

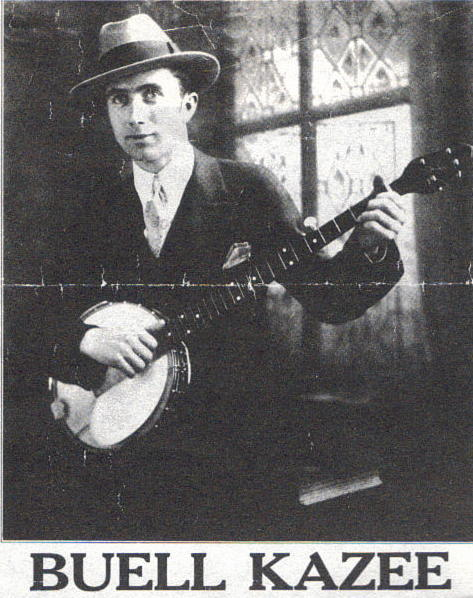
Buell Kazee 1927

Buell Kazee (* 29. August 1900 in Burton Fork, Kentucky; † 31. August 1976) war ein US-amerikanischer Folk-Sänger und 5-String-Banjo-Spieler. Er gilt als einer der erfolgreichsten Interpreten der Oldtime Music während der 1920er Jahre und konnte in den 1960er Jahren während des Folk-Revivals ein erfolgreiches Comeback starten.

## Leben

### Kindheit und Jugend
Buell Kazee wurde am Ursprung des Burton Fork, eines kleinen Flusses in den Cumberland Mountains im Magoffin County von Kentucky geboren. Die meisten Lieder, die er später aufnehmen sollte, lernte er in seiner Familie. Mit fünf Jahren lernte er Banjo spielen und trat bald öffentlich auf. Zudem engagierte er sich in der örtlichen Kirche. Nachdem er die High School absolviert hatte, studierte er am Georgetown College Englisch, Griechisch und Latein, um Priester zu werden. Zu dieser Zeit erkannte er die Bedeutung der traditionellen Balladen, die er von seinen Eltern gelernt hatte. Nachdem er zu den Fächern Musik und Gesang gewechselt hatte, schrieb er die Stücke auf und passte sie dem zeitgenössischen Geschmack an. Zu seinem College-Abschluss 1925 gab Kazee ein Konzert mit "folk music", bei dem er mit seiner klassisch ausgebildeten Stimme sang und sich abwechselnd mit Banjo und Klavier begleitete. Dazu erklärte er Bedeutung und Geschichte der Songs. Der Erfolg dieses Programms führte zu weiteren Aufführungen in den folgenden Jahren.

### Karriere

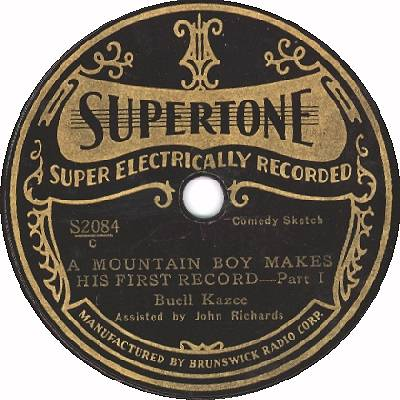
A Mountain Boy Makes His First Record

1927 erhielt Buell Kazee eine Anfrage von Brunswick Records, ob er an Aufnahmen in ihrem Studio interessiert sei. Nachdem er nach New York gereist war und dort vorgespielt hatte, unterschrieb er bei dem Label. Bedingung des Vertrages war, dass er auf den klassischen Gesang verzichte und seine Songs im typischen "high lonesome" Appalachen-Stil vortrüge, also hoch, nasal und gepresst. Seine erste Veröffentlichung war Roll On John auf der A-Seite und John Hardy auf der B-Seite. In den nächsten zwei Jahren nahm Kazee, unterstützt von verschiedenen New Yorker Musikern, 52 Songs auf, darunter Hits wie Lady Gray, The Sporting Bachelors oder The Little Orphan Child. Sein größter Erfolg war eine Version des Traditionals On Top Of Old Smoky, von Kazee The Little Mohee betitelt, die sich über 15.000 Mal verkaufte. Seine Titel waren oft von religiösen Themen geprägt, aber auch Alltagsprobleme wurden darin behandelt. Nachdem der mittlerweile verheiratete Kazee Anfang der 1930er Jahre zum Vocalion Label gewechselt war, ließ sein Erfolg schnell nach. Er zog sich mehr und mehr aus dem Musikgeschäft zurück, stellte seine Auftritte ein, um die nächsten 22 Jahre als Pfarrer in Morehead, Kentucky zu arbeiten.

### Rückzug und Comeback
Nachdem Kazee zwei Jahrzehnte nur noch bei kirchlichen Treffen gesungen hatte, ermöglichte ihm das Folk-Revival der 1960er Jahre ein Comeback. Als einer der ersten wiederentdeckten Stars der Schellack-Ära trat er neben Dock Boggs und Clarence Ashley sowie Doc Watson auf dem Newport Folk Festival auf. Er ging wieder auf Tour und nahm Platten auf. Sein größter Erfolg aus dieser Zeit wurde The White Pilgrim. Auch als Schriftsteller betätigte sich Kazee erfolgreich, insgesamt veröffentlichte er drei religiöse Bücher und eine Banjo-Schule.
Buell Kazee starb 1976 an einem Herzinfarkt.

## Diskografie

### Singles
| Jahr              | Titel                                                                                | Anmerkungen                                               |
| ----------------- | ------------------------------------------------------------------------------------ | --------------------------------------------------------- |
| Brunswick Records |                                                                                      |                                                           |
| 1927              | Roll On John / John Hardy                                                            |                                                           |
| 1927              | Rock Island / Old Whisker Bill                                                       |                                                           |
| 1927              | Darling Cora / East Virginia                                                         |                                                           |
| 1927              | The Ship That’s Sailing High On The Water / If You Love Your Mother                  |                                                           |
| 1927              | The Roving Cowboy / The Little Mohee                                                 |                                                           |
| 1927              | The Old Maid / The Sporting Bachelors                                                |                                                           |
| 1928              | Faded Coat Of Blue / Don’t Forget Me, Little Darlin’                                 | Pseudonym als Ray Lyncy                                   |
| 1928              | Snow Deer / Red Wing                                                                 | mit Carson Robison (unter dem Pseudonym Sookie Hobbs)     |
| 1928              | The Orphan Girl / Poor Little Orphan Boy                                             |                                                           |
| 1928              | The Cowboy’s Farewell / Lady Gray                                                    |                                                           |
| 1928              | The Wagoner’s Lads / The Butcher’s Boy (The Railroad Boy)                            |                                                           |
| 1928              | The Dying Soldierⓘ / Short Life Of Trouble                                           |                                                           |
| 1928              | Little Bessie / My Mother                                                            | Little Bessie später von den Alabama Barnstomers gecovert |
| 1928              | In The Shadow Of The Pines / You Taught Me How To Love                               |                                                           |
| 1928              | Poor Boy Long Way From Home / You Are False But I’ll Forgive You                     |                                                           |
| 1928              | Married Girl’s Troubles / Gamblin’ Blues                                             |                                                           |
| 1929              | Steel-A-Goin’ Down / The Hobo’s Last Ride                                            |                                                           |
| 1929              | A Mountain Boy Makes His First Record / A Mountain Boy Makes His First Record, Pt. 2 |                                                           |
| 1929              | Toll The Bells / The Blind Man                                                       |                                                           |
| 1929              | Roving Cowboy / The Little Mohee                                                     | Wiederveröffentlichung                                    |
| 1929              | The Waggoner’s Lad / The Butcher’s Boy (The Railroad Boy)                            | Wiederveröffentlichung von Brunswick 213                  |
| 1929              | Cowboy Trail / I’m Rolling Along                                                     |                                                           |
| Vocalion Records  |                                                                                      |                                                           |
| ?                 | In The Shadow Of The Pines / You Taught Me How To Love Now You Teach Me To Forg      | Wiederveröffentlichung von Brunswick 216 (Vocalion 5221)  |
| ?                 | My Mother / Little Bessie                                                            | Wiederveröffentlichung von Brunswick 215 (Vocalion 5231)  |

### Alben
- 1958: Buell Kazee Sings and Plays
- 1978: Buell Kazee
- 2005: Legendary Kentucky